# مضخة لمفاوية
المضخة اللمفاوية هي طريقة للمعالجة يستخدمها الأطباء الذين يمارسون الطب اليدوي (أطباء تقويم العظام في المقام الأول).

## تاريخ
تم اختراع مصطلح المضخة اللمفاوية من قبل إيرل ميلر، لوصف ما كان يُعرف سابقًا في طب العظام باسم تقنية ضخ الصدر.

## تقنية
يتم تطبيق هذه التقنية على الشخص المستلقي عن طريق إمساك كاحله والضغط اللطيف بشكل متكرر باستخدام الساق كرافعة لهز الحوض.

## موانع النسبية
على الرغم من عدم وجود موانع مطلقة ثابتة للتقنيات اللمفاوية، فإن الحالات التالية هي أمثلة على موانع نسبية: كسور العظام، والالتهابات البكتيرية بالحمى، والخراجات، والسرطان.